# Tàxon Llàtzer
El tàxon Llàtzer és un fenomen de reaparició d'un tàxon o espècie que es creia extinta. Aquest terme s'aplica tant a les espècies animals com a la resta d'organismes. El nom prové del personatge de Llàtzer de Betània, ressuscitat per Jesús segons el Nou Testament de la Bíblia.
El període d'absència ve representat per una manca en els registres fòssils de l'espècie, és a dir, quan solament se n'han identificat proves de vida en períodes antics i en períodes recents, però cap en períodes intermedis. Atès que és extremadament improbable que una espècie pugui reaparèixer després d'haver desaparegut, aquest fenomen es pot explicar pel fet que no es va fossilitzar durant els períodes intermedis, o bé que encara no se n'han trobat fòssils.
Aquest terme s'utilitza en Paleontologia; per extensió, però, es pot aplicar també a espècies considerades actualment com a extintes, és a dir, sense haver-se'n observat individus durant anys o desenes d'anys, però que han estat redescobertes, com ara el Campephilus principalis, el Petaurus gracilis o el Porphyrio hochstetteri. Un dels exemples més coneguts, però, és el celacant, ja que es creia que s'havia extingit fa uns 80 milions d'anys, al Cretaci, però que es va redescobrir el 1938 a la costa oriental de Sud-àfrica.
Tanmateix, els grans organismes de conservació com ara la Unió Internacional per a la Conservació de la Natura (UICN) consideren que aquestes espècies es troben sovint entre les més amenaçades, ja que el nombre d'individus observats és petit o bé es troben en una situació propera a la incapacitat per a renovar les generacions. Tot i això, determinades espècies han pogut viure sense ser observades desenes d'anys, com ara el Potorous gilbertii, que es va creure extint durant 120 anys.

## Reaparició de tàxons fòssils

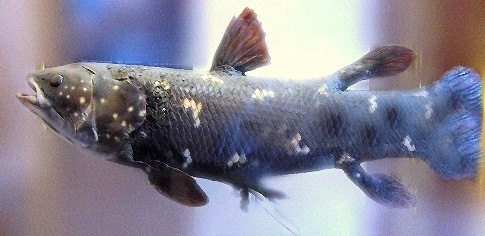
Exemplar de celacant

- Celacant (Latimeria), és un membre d'una subclasse (Actinistia), es creu que es van extingir fa 66 milions anys; se'n va trobar espècimens vius el 1938.
- Colocolo (Dromiciops gliroides), és un membre d'un clade (Microbiotheria) que es creia que s'havia extingit fa 11 milions d'anys.
- Eidothea hardeniana (Eidothea hardeniana i E. zoexylocarya), que representa un gènere prèviament conegut només a partir de fòssils de 15 i 20 milions anys, van ser reconeguts el 2000 i 1995, respectivament.
- Ferreret (Alytes muletensis), descrit a partir de restes fòssils el 1977, els animals que viuen van ser descoberts el 1979.
- Gracilidris, és un gènere de formigues Dolichoderinae que es creia que s'havia extingit fa 15-20 milions d'anys i va ser trobat al Paraguai, Brasil i Argentina i descrita el 2006.
- ‘’Metasequoia', és un gènere de conífera, va ser descrita per primera vegada com un fòssil de l'era Mesozoica per Shigeru Miki el 1941, però el 1943 un petit estand va ser descobert a la Xina a Modaoxi per Zhan Wang.

- Monoplacophora, és una classe de mol·luscs que es creia que s'havia extingit en el període Devonià mitjà (fa c. 380 milions anys) fins que els membres vius van ser descoberts en aigües profundes davant de Costa Rica el 1952.
- Pècari del Chaco (Catagonus wagneri), conegut només pels fòssils abans del seu descobriment el 1975.[1]
- Pòssum pigmeu de muntanya (Burramys parvus), és l'únic marsupial que veritablement hiberna d'Austràlia, conegut originalment a partir del registre fòssil i després va descobrir el 1966.

- Rata de roca laosiana (Laonastes aenigmamus), és un membre d'una família (Diatomyidae) que es creia que s'havia extingit fa 11 milions anys; trobada el 1996
- Schinderhannes bartelsi, és un membre devonià de la família Anomalocarididae coneguda anteriorment només en els fòssils del Cambrià, fa uns 100 milions d'anys abans.
- Wollemia, és una espècie coneguda prèviament només de fòssils de 2 a 90 milions d'anys que representa un nou gènere d'Araucariaceae, que va ser descoberta el 1994.

## Reaparició de la Llista Vermella d'espècies de la UICN

### Plantes
- Abies nebrodensis
- Achyranthes mutica
- Afrothismia pachyantha
- Alsinidendron viscosum
- Antirhea tomentosa

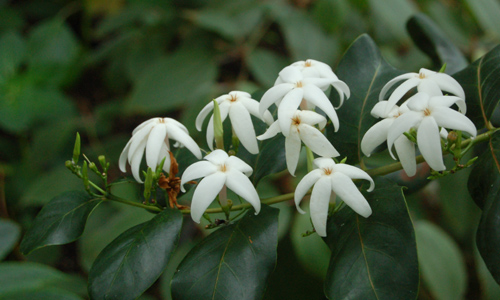
Ramosmania rodriguesii.

- Arctostaphylos hookeri, es creia extingida en estat salvatge des de 1942, redescoberta el 2009.
- Asplundia clementinae
- Badula platyphylla
- Betula uber
- Bulbophyllum filiforme
- Bulbostylis neglecta
- Camellia piquetiana, coneguda només dels espècimens d'herbari del segle xix etiquetats com a  Thea piquetiana  fins que va ser redescoberta a Vietnam el 2003.
- Cyanea dunbariae
- Cyanea procera
- Eriogonom truncatum, es pensava extingida cap al 1935, però es va trobar de nou el 2005.
- Eugenia bojeri
- Lachanodes arborea
- Mammillaria schwarzii
- Medemia argun
- Medusagyne oppositifolia
- Pedicularis furbishiae, és una espècie canadenca identificada com una espècie extinta en 1880, redescoberta a la dècada de 1970.
- Pittosporum tanianum
- Ramosmania rodriguesii, es pensava extingida en la dècada de 1950, però redescoberta el 1980.
- Takhtajania perrieri
- Turbinicarpus gielsdorfianus

#### Cultivars
- Meló de Mont-real
- Palmera datilera de Judea

### Protòstoms
- Discus guerinianus, és un caragol de terra de Madeira que es pensava extinta en 1996, però es va trobar de nou el 1999.
- Driloleirus americanus; es pensava extingida en la dècada de 1980, però es va trobar de nou el 2006.
- Hadramphus tuberculatus, vist per última vegada el 1922 fins que va ser redescoberta a prop del llac Tekapo el desembre de 2004..
- Insecte bastó de l'illa de Lord Howe (Dryococelus australis); es creia extinta en 1930 - redescoberta el 2001.
- Nothomyrmecia macrops, és una formiga australiana descoberta el 1931, no es va tornar a veure-la fins al 1977.
- Thyreophora cynophila, descrit per primera vegada el 1794 i per última vegada a Europa central el 1850, abans de ser fotografiat a Espanya el 2009.[2]
- Xylotoles costatus, l'escarabat de banyes llargues de Nova Zelanda, considerat extint des de 1986 fins al 1996 es va trobar de nou a les Illes Chatham.[3]

### Peixos
- Oncorhynchus kawamurae Es creia extinta el 1940, redescoberta el 2010. Atelopus nahumae

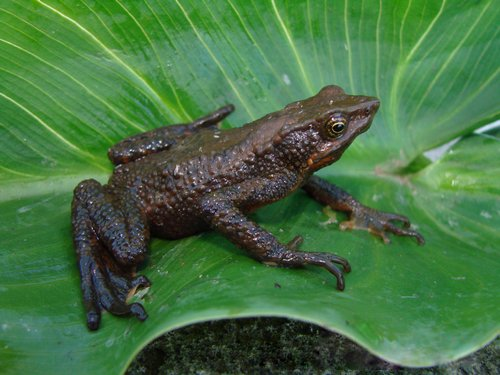
Atelopus nahumae

### Amfibis
- Atelopus ebenoides marinkellei, es creia extinta el 1995, redescoberta el 2006.
- Atelopus laetissimus
- Atelopus nahumae
- Bufo cristatus
- Bufo sumatranus
- Discoglossus nigriventer
- Isthmohyla rivularis
- Ixalotriton niger
- Litoria lorica
- Philautus chalazodes
- Taudactylus rheophilus
- Telmatobufo venustus, no vista des de 1899 fins al 1999.
- Thorius minutissimus

### Mamífers

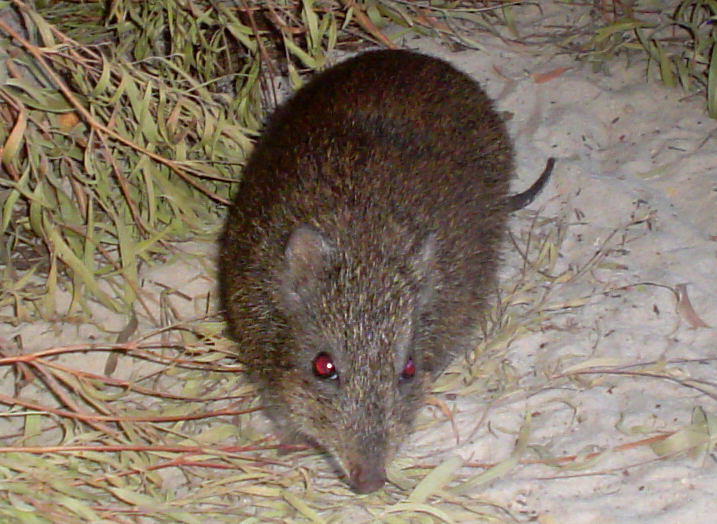
Gilbert's potoroo.

- Almiquí cubà (Atopogale cubana), es pensava que s'havia extingit fins que es va trobar un espècimen viu el 2003.
- Cangur rata de Gilbert (Potorous gilbertii), mamífer australià extremadament rar presumptament extinta des del segle xix fins al 1994.
- Cavall del Caspi, es creia que són descendents dels cavalls de Mesopotàmia que es van extingir al segle vii, però va ser redescoberta a la dècada de 1960.
- Eupetaurus cinereus, coneguda només a partir de pells recollides al Pakistan a finals del segle xix, fins que es van recollir espècimens vius en la dècada de 1990.
- Langur de Hose (Presbytis hosei canicrus), presumptament extinta el 2010, redescoberta
- Microtus bavaricus, es creia extinta en la dècada de 1960, però redescoberta el 2000.
- Mona llanosa de cua groga (Lagothrix flavicauda)
- Nesoryzomys fernandinae, es pensava extinta el 1996 (vist per última vegada 1980), però es va trobar de nou a finals de 1990.

el 2012.
- Nesoryzomys swarthi, es pensava extinta i l'últim es va registrar el 1906, però va ser redescoberta el 1997.
- Petaure gràcil (Petaurus gracilis), descrita en el 1883 i no es registra entre 1886 i 1973, una expedició pel Museu de Queensland, va trobar una població viva, el 1989.
- Pòssum de Leadbeater (Gymnobelideus leadbeateri), es creia extinta fins al 1965
- Pseudomys novaehollandiae, descrita per George Waterhouse el 1843, va ser redescoberta al Ku-ring-gai Chase National Park, al nord de Sydney, el 1967.
- Ratpenat d'esquena nua de les Filipines (Dobsonia chapmani)
- Rhagomys rufescens
- Ualabi tammar (Macropus eugenii eugenii), aquesta subespècie australiana es presumia extinta des de 1925 fins coincidents genèticament amb espècies importades a Nova Zelanda el 1998.
- Zyzomys pedunculatus

### Rèptils

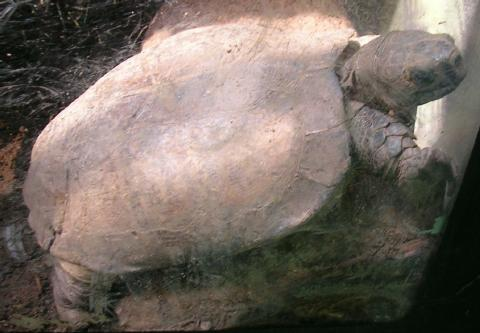
Heosemys depressa.

- Dragó crestat (Correlophus ciliatus)
- Heosemys depressa), vista per última vegada el 1908, però es va trobar de nou el 1994.
- Llangardaix gegant d'El Hierro (Gallotia simonyi), redescobert el 1974
- Llangardaix gegant de la Gomera (Gallotia bravoana), redescoberta el 1999
- Llangardaix gegant de la Palma (Gallotia auaritae), es pensava que s'havia extingit des de 1500, però redescoberta el 2007.
- Phoboscincus bocourti, és un llangardaix de 50 cm de llarg, era conegut prèviament d'un sol espècimen capturat cap al 1870 i presumptament es creia extingit. El 2003, en un petit illot, que va ser redescoberta.
- Varanus olivaceus, descrita el 1845, i no vista pels científics durant 130 anys

### Aus
- Acrocephalus orinus, és una tallarol redescoberta a Tailàndia el 2006, anteriorment coneguda només en una mostra recollida a l'Índia el 1867
- Aepypodius bruijnii
- Amblyornis flavifrons
- Atrichornis clamosus
- Celeus obrieni, és un ocell fuster brasiler que es temia extingida, ja que no s'havien trobat cap exemplar des del seu descobriment el 1926, redescoberta el 2006.
- Colom argentat (Columba argentina), confirmat fotogràficament el 2008.
- Conothraupis mesoleuca, sense ser detectat des de 1938 fins al 2003, però redescoberta en bosc de galeria a Emas National Park.
- Corredor de Jerdon (Rhinoptilus bitorquatus), és un ocell camallarg de l'Índia, es va assumir que es va extingida fins al 1986.
- Corvus unicolor, no registrat des 1884/1885, confirmat amb una fotografia el 2008.
- Dicaeum quadricolor
- Eleoscytalopus psychopompus
- Faisà d'Edwards (Lophura edwardii), és un faisà vietnamita presumptament extingit des de 1928 fins que va ser redescoberta el 1998.
- Guan ala-blanc (Penelope albipennis)
- Lanius newtoni
- Leptodon forbesi
- Merulaxis stresemanni
- Milà de Cuba (Chondrohierax wilsonii), confirmada amb una fotografia el 2009.
- Morell de Madagascar (Aythya innotata), es pensava extingida des de 1991 fins que un petit grup van ser vistos el 2006.
- Mussol de Blewitt (Heteroglaux blewitti), es va assumir que es va extingir al segle xix, però redescobert al centre de l'Índia el 1997.
- Neospiza concolor
- Ortalis vetula deschauenseei), subespècie de Ortalis vetula d'Hondures, no va ser registrada entre 1963 i 2000 i es va confirmar fotogràficament el 2005.
- Otus pauliani
- Parotia carolae berlepschi
- Petrell de Beck (Pseudobulweria beckii), no vista entre 1929 i 2007.
- Petrell de les Bermudes (Pterodroma cahow), es pensava extingit des de 1620 es van trobar fins a 18 parelles nidificants el 1951 a un aflorament de roca deshabitada a les Bermudes. David B. Wingate ha dedicat la seva vida a portar les aus de tornada, i en la temporada 2011-12 de cria que va passar de 100 parelles.[4][5]
- Petrell de les Fiji (Pseudobulweria macgillivrayi), primer redescobert a terra el 1983, i al mar el 2009.
- Petrell de Nova Zelanda (Oceanites maorianus), es creia extingida des de 1850 però vist de nou en 2003.
- Pezoporus occidentalis, ocell australià extremadament rar presumptament extint des de 1880 fins al 1990.
- Picot de bec d'ivori (Campephilus principalis), es pensava que es van extingir el 1987, abans d'avistaments no confirmats el 1999, 2004, i 2006 a Arkansas i Florida.[6]
- Serpentari de Madagascar (Eutriorchis astur), redescobert el 1993, seixanta anys després de l'anterior observació.
- Takahe (Porphyrio hochstetteri), es va assumir que es va van extingir el 1898, però es va trobar de nou el 1948.
- Trichocichla rufa